# AJ Auxerre
AJ Auxerre, właśc. Association de la jeunesse auxerroise – francuski klub piłkarski z siedzibą w Auxerre (departament Yonne). Założony 29 grudnia 1905 roku. Założycielem klubu był ksiądz, ojciec Ernest-Théodore Valentin Deschamps. Obecnie drużyna występuje w rozgrywkach Ligue 1.

## Sukcesy
- Mistrzostwo Francji (1): 1996
- Puchar Francji (4): 1994, 1996, 2003, 2005

## Statystyki
- Liczba sezonów w pierwszej lidze: 27
- Liczba sezonów w drugiej lidze: 7
- Najwyższe miejsce w lidze: 1. (sezon 1995/96)
- Najniższe miejsce w lidze: 15. (sezon 1981/82)
- Najwyższe zwycięstwa:
  - w pierwszej lidze: Auxerre - Olympique Lyon 7:0 (sezon 1996/97)
  - w drugiej lidze: Auxerre - Sète 8:0 (sezon 1976/77)
  - w europejskich pucharach: Nea Salamina (Cypr) – Auxerre 1:10 (Puchar Intertoto sezon 1997/98)
- Najwyższe porażki:
  - w lidze: Monaco – Auxerre 7:0 (Ligue 1, sezon 1981/82); RC Lens – Auxerre 7:0 (Ligue 1, sezon 2005/06)
  - w europejskich pucharach: CSKA Moskwa (Rosja) – Auxerre 4:0 (Puchar UEFA sezon 2004/05).
- Najwięcej bramek dla Auxerre: Andrzej Szarmach (94 bramki)
- Najwięcej meczów w barwach Auxerre: Fabien Cool (337 meczów)

## Trenerzy z okresu po II wojnie światowej
| Trener                                 | Lata urzędowania       |
| -------------------------------------- | ---------------------- |
| Pierre Grosjean                        | 1946-1947              |
| Jean Pastel                            | 1947-1948              |
| Jacques Boulard                        | 1948-1950              |
| Georges Hatz                           | 1950-1952              |
| Marc Olivier                           | 1952-1953              |
| M. Pignault                            | 1953-1955              |
| Pierre Meunier                         | 1955-1956              |
| Jacques Boulard                        | 1956-1958              |
| Joseph Helmann                         | 1958-1959              |
| Christian Di Orio                      | 1959-1961              |
| Guy Roux                               | 1961-1962              |
| Jean-Claude Gagneux, Jacques Chevalier | 1962-1964              |
| Guy Roux                               | 1964-2000              |
| Daniel Rolland                         | 2000-2001              |
| Guy Roux                               | 2001                   |
| Alain Fiard                            | 2001-2002 (tymczasowo) |
| Guy Roux                               | 2002-2005              |
| Jacques Santini                        | 2005-2006              |
| Jean Fernandez                         | 2006-2011              |
| Laurent Fournier                       | 2011-2012              |
| Jean-Guy Wallemme                      | 2012-2012              |
| Bernard Casoni                         | 2012-2014              |
| Jean-Luc Vannuchi                      | 2014-2016              |
| Viorel Moldovan                        | 2016                   |
| Cédric Daury                           | 2016-2017              |
| Francis Gillot                         | 2017                   |
| David Carré                            | 2017 (tymczasowo)      |
| Pablo Correa                           | 2017-2019              |
| Cédric Daury                           | 2019 (tymczasowo)      |
| Jean-Marc Furlan                       | 2019-                  |

## Skład na sezon 2020/2021
Stan na: 11 grudnia 2020 r.
| Nr | Poz. | Piłkarz          |
| -- | ---- | ---------------- |
| 2  | OB   | Carlens Arcus    |
| 3  | OB   | Quentin Bernard  |
| 4  | OB   | Jubal            |
| 5  | OB   | Paul Joly        |
| 6  | PO   | Aly Ndom         |
| 7  | NA   | Gauthier Hein    |
| 8  | NA   | Mickaël Le Bihan |
| 10 | NA   | Xiaoxuan Ji      |
| 11 | NA   | Nicolas Mercier  |
| 12 | PO   | Birama Touré     |
| 13 | NA   | Kévin Fortuné    |
| 14 | OB   | Kenji-Van Boto   |
| 15 | OB   | Alec Georgen     |
| 16 | BR   | Donovan Léon     |

| Nr | Poz. | Piłkarz             |
| -- | ---- | ------------------- |
| 17 | OB   | Gautier Lloris      |
| 18 | PO   | François Bellugou   |
| 19 | NA   | Yanis Begraoui      |
| 20 | OB   | Alexandre Coeff     |
| 21 | PO   | Rémy Dugimont       |
| 22 | PO   | Hamza Sakhi         |
| 23 | PO   | Kryss Chapelle      |
| 24 | PO   | Ousoumane Camara    |
| 25 | NA   | Lassine Sinayoko    |
| 26 | OB   | Samuel Souprayen () |
| 27 | PO   | Axel Ngando         |
| 28 | NA   | Ryan Ponti          |
| 29 | PO   | Mathias Autret      |
| 30 | BR   | Sonny Laiton        |